# 不動態化処理
不動態化処理（ふどうたいかしょり、英: passivation treatment）は、ステンレス鋼に施されることがある、不動態化しやすくなるようにして材料の耐食性を上げる化学処理。不働態化処理とも記す。
ステンレス鋼自体は、通常は自動的に不動態化して腐食しづらい材料である。しかし、不動態化がなるべく起きやすいようにしたいとき、不動態化処理を行い、材料の不動態化の向上を意識的に図る。ステンレス鋼の場合、通常は「酸洗」と呼ばれる、酸で表面を清浄化する処理を行う。酸洗は、熱処理や溶接による熱的加工や切削や研磨などの機械的加工を受けた結果生まれる酸化スケールや研磨紛などの異物を取り除く処理だが、実際には酸洗処理が不動態化処理の兼ねていることも多い。
よく利用される不動態化処理の方法は、20 % から 30 % の濃度の硝酸水溶液中で浸漬または電解処理する方法である。処理後の表面のクロム濃度が高まり、耐食性や耐酸性が向上する。電解せずに浸漬処理で行う場合は、硝酸の他に、クロム酸、重クロム酸ソーダ、過マンガン酸カリ溶液などが使われる。不動態化処理を規定した公的規格としてはAMS-QQ-P-35があり、航空分野ではこれに準拠している。